# Parborlasia corrugatus
Parborlasia corrugatus är en djurart som tillhör fylumet slemmaskar, och som först beskrevs av McIntosh 1876.  Parborlasia corrugatus ingår i släktet Parborlasia och familjen Cerebratulidae. Inga underarter finns listade i Catalogue of Life.

## Bildgalleri

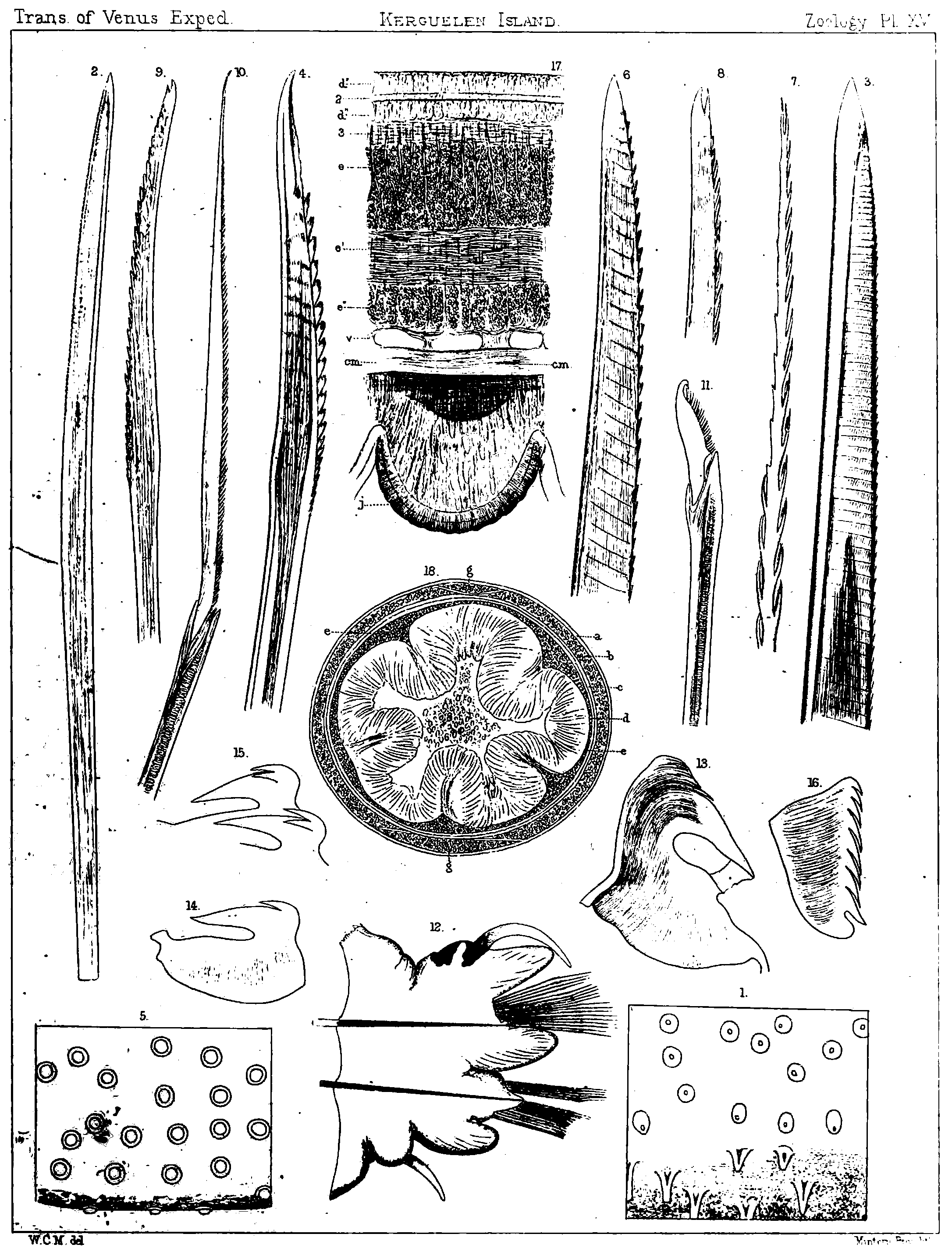